# Ben Stassen
Benoît (Ben) Stassen is een Belgisch filmproducent en -regisseur van animatiefilms en pionier in 3D en 4D. In 1994 richtte hij nWave Pictures op dat gevestigd is in Brussel en Los Angeles. 

## Levensloop
Stassen is afkomstig uit het Franstalige Luik en studeerde in de Nederlandse taal communicatiewetenschapen aan de Katholieke Universiteit Leuven. Vanwege zijn matige beheersing van het Nederlands deed hij het verzoek zijn essays op film te mogen maken bij de audiovisuele dienst van de universiteit. Die toestemming kreeg hij en leidde in wezen tot zijn debuut als filmmaker. Hierna vervolgde hij zijn studie aan de School of Cinema and Television van de University of Southern California. In de tien jaar na zijn opleiding bleef hij in de Verenigde Staten.
Begin jaren negentig kreeg hij de uitnodiging een productie te maken voor de toen nog noodlijdende Brusselse pionier in computeranimaties, Little Big One. Tot dat moment had Stassen nog niet gewerkt met een computerwerkstation en hij stond perplex van de mogelijkheden die met die techniek mogelijk was, zoals met het bedienen van de camera's, belichting en beeld en het creëren van acteurs.
Samen met de Brusselse studio richtte hij zich op motion-simulation ridefilms, dat de filmmakers binnen korte tijd succes opleverde. Daarna schakelden ze over op IMAX 3D-films en met de productie van verschillende langspeelfilms.
Zijn eerste animatiefilm met hoge resolutie die in de bioscopen vertoond werd, was de korte film Devil's Mine Ride en zijn debuut met IMAX maakte hij met de korte documentaire Thrill Ride: The Science of Fun. Een van zijn succesvolle langspeelfilms was Fly Me to the Moon over de drie vliegjes Nat, IQ en Scooter ten tijde van de Koude Oorlog en de vlucht van de Apollo 11 naar de Maan. Zijn langspeel-animatiefilm Sammy's avonturen: De geheime doorgang werd in 2010 uitgeroepen tot beste animatiefilm tijdens de 23e Europese Filmprijzen.
Volgens Stassen wordt de 3D-film abusievelijk gezien als een evolutie, terwijl hij ervan overtuigd is dat het uiteindelijk een revolutie zal hebben betekend in de filmwereld. Hij vergelijkt het met de enige andere keer tot nog toe, namelijk met de overgang van stomme naar de gesproken films. Volgens Stassen zal ook de 3D-film een dergelijke grootschalige impact kennen en scenario, audities, regie en andere terreinen blijvend gaan veranderen.

## Filmografie (selectie)
- 1988: Život sa stricem (My Uncle's Legacy) met regisseur Krsto Papić
- 1991: Devil's Mine Ride (korte film)
- 1997: Thrill Ride: The Science of Fun (korte documentaire)
- 1999: Alien Adventure (korte film)
- 1999: Encounter in the Third Dimension (korte film)
- 2001: Haunted Castle (korte film)
- 2002: S.O.S. Planet (korte documentaire)
- 2003: Infekcija
- 2003: Misadventures in 3D
- 2004: Haunted House
- 2005: Wild Safari 3D
- 2007: African Adventure: Safari in the Okavango (korte documentaire)
- 2008: Fly Me to the Moon
- 2010: Sammy's avonturen: De geheime doorgang (productienaam Around the World in 50 Yars)
- 2012: Sammy's avonturen: Ontsnapping uit het Paradijs
- 2013: Flits & het magische huis
- 2016: Robinson Crusoe
- 2017: Bigfoot Junior
- 2019: The Queen's Corgi
- 2020: Bigfoot Family

- Bibsys: 15015319
- Biblioteca Nacional de España: XX5145816
- Bibliothèque nationale de France: cb16126573m (data)
- Catàleg d'autoritats de noms i títols de Catalunya: 981058508979506706
- Gemeinsame Normdatei: 1025168666
- International Standard Name Identifier: 0000 0000 7106 4141
- Nationale Bibliotheek van Tsjechië: xx0199874
- Nationale Bibliotheek van Polen: a0000002699611
- Nederlandse Thesaurus van Auteursnamen: 250232065
- Réseau des bibliothèques de Suisse occidentale: 02-A017531835
- Système universitaire de documentation: 184534275
- Virtual International Authority File: 100340320
- WorldCat: E39PBJm4Pj6gp9HWCk9ckkG4MP